# Wilton Arreaza
Wilton Arreaza (12 agosto 1966) è un ex calciatore venezuelano, di ruolo attaccante.

## Carriera

### Club
Ha sempre giocato nel campionato venezuelano.

### Nazionale
Con la maglia della Nazionale ha giocato 5 partite, tra il 1987 e il 1989.